# 光〜PERFECT LIVE!
『光〜PERFECT LIVE!』（Delicate Sound Of Thunder）は、1988年に発表されたピンク・フロイドの2枚組ライブ・アルバム。新生フロイドとして行われた初のワールド・ツアーの模様が収録されている。
1枚目は「クレイジー・ダイアモンド」で幕を開けるが、それ以降は新作『鬱』からの選曲になっている。2枚目は代表曲が並んでいるという構成。また、公式のライブ盤としては1969年の『ウマグマ』以来となる。
発売同年、ソユーズTM-7の乗組員である宇宙飛行士がこのアルバムを収録したカセットテープを携えて宇宙へと旅立ち、大きな注目を集めた（デヴィッド・ギルモアとニック・メイスンがバイコヌール宇宙基地での打上げに立ち会っている）。宇宙で最初に聴かれた音楽作品となった記念すべきアルバムでもある。

## 収録曲
ディスク 1
1. 「クレイジー・ダイアモンド」 - "Shine On You Crazy Diamond"
2. 「幻の翼」 - "Learning To Fly"
3. 「空虚なスクリーン」 - "Yet Another Movie"
4. 「輪転」 - "Round And Around"
5. 「時のない世界」 - "Sorrow"
6. 「戦争の犬たち」 - "The Dogs Of War"
7. 「現実との差異」 - "On The Turning Away"

ディスク 2
1. 「吹けよ風、呼べよ嵐」 - "One Of These Days"
2. 「タイム」 - "Time"
3. 「あなたがここにいてほしい」 - "Wish You Were Here"
4. 「アス・アンド・ゼム」 - "Us And Them"
5. 「マネー」 - "Money"
6. 「アナザー・ブリック・イン・ザ・ウォール (パート2)」 - "Another Brick In The Wall - Part II"
7. 「コンフォタブリー・ナム」 - "Comfortably Numb"
8. 「ラン・ライク・ヘル」 - "Run Like hell"

## メンバー
ピンク・フロイド
- デヴィッド・ギルモア (David Gilmour) - ギター、コンソール・スティール・ギター、リード・ボーカル
- ニック・メイスン (Nick Mason) - ドラム、パーカッション
- リチャード・ライト (Richard Wright) - キーボード、バック・ボーカル、「タイム」「コンフォタブリー・ナム」リード・ボーカル

参加ミュージシャン
- ジョン・カーリン (Jon Carin) - キーボード、プログラミング、バック・ボーカル
- レイチェル・フューリー (Rachel Fury) - バック・ボーカル
- ドゥルガ・マクブルーム (Durga McBroom) - バック・ボーカル
- スコット・ペイジ (Scott Page) - サクソフォーン、ギター
- ガイ・プラット (Guy Pratt) - ベース、バック・ボーカル、「アナザー・ブリック・イン・ザ・ウォール (パート2)」「ラン・ライク・ヘル」一部リード・ボーカル
- ティム・レンウィック (Tim Renwick) - ギター、バック・ボーカル
- マーガレット・テイラー (Margaret Taylor) - バック・ボーカル
- ゲイリー・ウォリス (Gary Wallis) - パーカッション、「コンフォタブリー・ナム」キーボード